# Chiesa di San Giorgio (Salerno)
La chiesa di San Giorgio di Salerno viene comunemente giudicata come "la più bella chiesa barocca" della città. La chiesa si trova in via Duomo, a poche centinaia di metri dal duomo.

## Storia

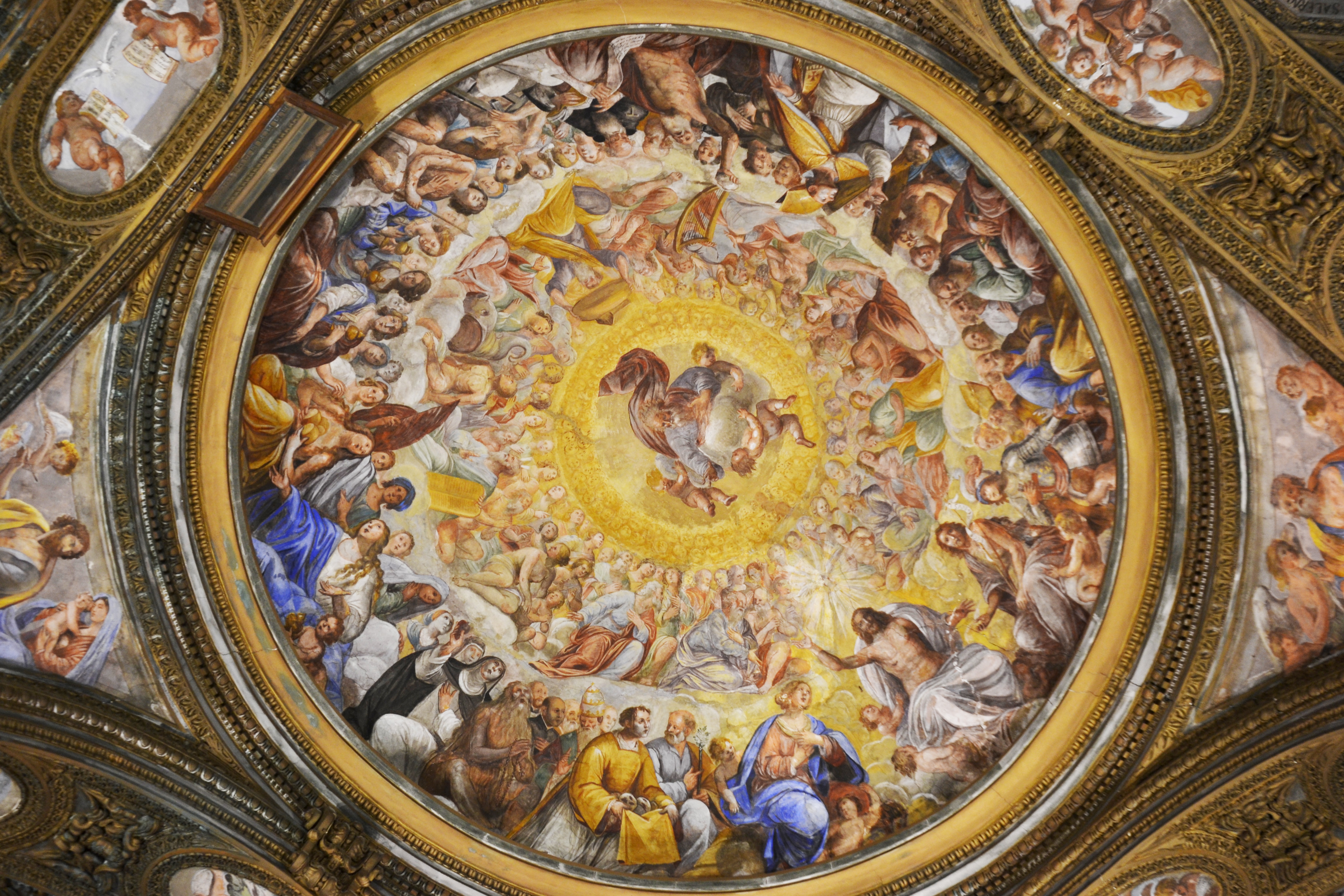
Le decorazioni della cupola

Il complesso di San Giorgio, di cui fa parte l'omonima chiesa, è uno dei più antichi insediamenti monastici di Salerno. La sua origine risale al periodo longobardo: le prime notizie sulla struttura si ritrovano in un diploma dell'819, successivo di trenta anni al vicino Complesso archeologico di San Pietro a Corte. Nel documento viene indicato come dipendenza del prestigioso monastero benedettino di San Vincenzo al Volturno e viene definito cellam Sancti Georgi infra salernitanam civitatem.
In una prima fase doveva trattarsi di un semplice insediamento, successivamente ampliatosi in una vera e propria struttura monastica, passando, nel 1163 alla dipendenza dell'Arcivescovo di Salerno.
Negli ultimi decenni del XVI secolo, in seguito al Breve di papa Sisto V, i monasteri femminili della città vennero unificati secondo l'Ordine di appartenenza e a San Giorgio si trasferirono tutte le monache benedettine di Santa Sofia, San Michele e Santa Maria Maddalena. Soppresso all'inizio dell'800 in seguito ai decreti napoleonici, fu chiuso definitivamente nel 1866. Sopravvisse solo la chiesa che venne affidata alla municipalità, mentre le strutture monastiche diventarono demaniali e destinate a caserme della Guardia di Finanza nel lato nord e dell'Arma dei Carabinieri a sud.

### La prima configurazione
Il monastero si articola su due grandi ale ai lati della chiesa, una a nord ed un'altra a sud. Questa configurazione lascerebbe intuire un nucleo originario medievale ed un'espansione in età moderna sui lati. Una conferma di questa ipotesi proviene dalla scoperta dei resti di un'abside affrescata della chiesa originaria, rinvenuta negli ultimi restauri, al di sotto dell'attuale piano di calpestio. Essa, infatti, si trova a breve distanza dall'ingresso della chiesa attuale, ma con un orientamento opposto indicando che l'ingresso originario era sul lato verso occidente. La decorazione dell'affresco, con motivi geometrici a treccia e la parte inferiore di una teoria di santi, indica una collocazione nell'ambito della cultura artistica medievale campana predesideriana (ante 1071). A questo periodo appartiene un pluteo marmoreo, ora conservato presso il Museo diocesano di Salerno, raffigurante una croce centrale inserita in una circonferenza, comune nella cultura artistica altomedievale dell'area campano-laziale, ispirata a modelli di origine paleocristiana e bizantina.

### Le trasformazioni del XVI e XVII secolo
La costruzione della nuova chiesa con il ribaltamento della pianta avviene negli ultimi decenni del XVI secolo, come si evince dalla Sacra Visita del 1574, dove si afferma che sono in corso lavori.
Precedentemente era stato realizzato il portale rinascimentale, commissionato dalla badessa Lucrezia Santomagno, che tuttavia non si trovava nella posizione attuale. La sua collocazione originaria è collegata a diversi rimaneggiamenti che si verificano proprio nello spazio antistante la chiesa (da chiesa a parlatorio).
Con il trasferimento nella struttura delle monache dell'Ordine Benedettino coincisero i lavori per il nuovo monastero, denominato di San Giorgio e Santo Spirito, che furono appaltati nel 1590 al maestro fabbricatore Giovan Bernardino Iovane. I lavori furono completati nel 1674 come si evince dalla scritta apposta sulla controfacciata chiusa appunto da questa data. Alla fine del Seicento e ad ultimazione dei lavori, stando alle parole della badessa Isabella Pinto, la chiesa doveva essere la più vaga della città ed una delle più vaghe del viceregno. La struttura della chiesa, che risente della cultura controriformista e tardomanierista, si basa su setti murari trasversali, il cui tamponamento corrisponde alle cappelle laterali, con un corpo centrale quadrangolare che regge la cupola centrale. Alle spalle dell'altare maggiore si trovava il coro che, nel 1702, fu chiuso per realizzare l'attuale sacrestia. La navata è scandita, nella parte alta, da finestre con volte a botte e vele unghiate. Dopo pochi anni, tuttavia, a causa di gravi problemi di dissesto dell'intera struttura, furono avviati nuovi lavori di restauro. Del progetto si occupò Ferdinando Sanfelice, che, secondo quanto afferma Bernando De Dominici:
Questa descrizione fa riferimento al lato settentrionale, quello oggi occupato dalla Guardia di Finanza, e presenta non poche manomissioni a cominciare dall'abbattimento dello scalone monumentale per far posto all'ascensore, alla chiusura delle logge con un'ampia veranda. Ancora ben individuabile è il refettorio, oggi destinato a sala di rappresentanza. Da alcuni documenti si evince che durante i lavori furono effettuati degli abbattimenti per creare le fondamenta e furono ritrovate alcune sepolture. L'area sud del monastero, corrispondente all'attuale caserma dei Carabinieri, nonostante l'aggiunta di corpi nuovi e rimaneggiamenti, lascia intravedere l'impianto sanfeliciano con una struttura a doppia L speculare rispetto all'asse centrale della chiesa, a formare un quadrilatero, chiuso verso ponente solo da un muro di cinta mentre i bracci lunghi sono paralleli alla linea di costa ed il lato orientale (su via Duomo) raccorda i due bracci corti intorno alla chiesa. Al piano terra del lato meridionale sono ancora visibili gli archi tamponati del porticato sul quale dovevano essere costruite le celle delle monache. L'accesso ai piani superiori era fornito da una scala con perfetta prospettiva collocata nel l'angolo del lato corto.
Nel 1717 i lavori erano in pieno svolgimento e dovevano essere giunti al lato nord come dimostra una richiesta della Badessa all'Arcivescovo la quale afferma che per perfezionare la fabrica che attualmente si sta facendo dentro la clausura di detto monastero bisogna che vi entri la persona del sig. D. Ferdinando Sanfelice architetto e ingegnere di nota fama a fine di disegnare la nuova scala unitamente colli fabbricatori
Un'immagine di questo periodo, datata 1721, ci mostra il monastero in una lite con gli inquilini di un appartamento sul lato meridionale che volevano costruire un vano sopraelevato, strenuamente osteggiato dalle monache perché avrebbe impedito alle monache la veduta del mare, l'aria e la ventilazione.
La configurazione del monastero, ancora fedele all'intervento sanfeliciano, è ben visibile nelle piante del primo e secondo piano, datate 1862, subito dopo l'Unità d'Italia e prima degli adeguamenti a caserma.